# Rivula invertita
Rivula invertita är en fjärilsart som beskrevs av Emilio Berio 1956. Rivula invertita ingår i släktet Rivula och familjen nattflyn. Inga underarter finns listade.